# Ladri si diventa
Ladri si diventa è un film per la televisione del 1998 diretto da Fabio Luigi Lionello.

## Trama
Il tappezziere Peppe Ricciarelli, l'idraulico Bruno, la guida turistica "Professore" e l'agente teatrale Gianni sono soliti incontrarsi ogni settimana alla trattoria di un loro amico, Luigi detto Grissino, per giocare la schedina del Totocalcio e tentare di fare 13 per risolvere i loro problemi finanziari. Il gruppo di amici inoltre ha spesso a che fare con un clochard che li tampina chiedendo 100 lire. Un giorno Peppe e Gianni, in occasione di Milan-Roma, scommettono sulla vittoria delle loro squadre. I rossoneri vincono e Peppe, avendo perso la scommessa, deve pagare pegno: telefonare ad una trasmissione televisiva romanista e parlare male della sua squadra, ma un gruppo di supporter romanisti ascolta la telefonata e nella trattoria scoppia una rissa.
Durante la lite Peppe colpisce per sbaglio un poliziotto e finisce in galera. In carcere Peppe finisce in cella con "Er Pantera", un malavitoso che ha una grande influenza sia tra i secondini che con gli altri carcerati. In modo molto fortuito Peppe salva la vita a "Er Pantera", diventando suo protetto. Il malavitoso educa il suo nuovo amico alla filosofia del carpe diem ed arriva addirittura a rivelargli il suo piano per una rapina alla Banca Commerciale, da attuare non appena verrà rilasciato. "Er Pantera" viene condannato e dallo shock ha un infarto e muore. Peppe, il quale intanto è stato rilasciato, coglie l'attimo e ruba dagli effetti personali del "Pantera" la scheda telefonica con il codice dell'antifurto e la mappa per arrivare al caveau della banca.
Una volta tornato in libertà Peppe, spinto dall'incalzare dei suoi problemi economici, rivela il suo piano al suo gruppo di amici che - dopo la riluttanza iniziale - accettano anche loro, sempre per motivi economici. Dopo i primi sopralluoghi nelle fogne romane, Peppe e Gianni vanno in Banca per sincerarsi che il codice d'allarme sia lo stesso, ma il direttore della banca non vuole farli accedere al caveau. Notando il debole per le belle donne del direttore, Gianni ha un'idea: ingaggia una delle sue attrici, Vanessa, la quale conquista il direttore e riesce ad accedere al caveau e a scattare delle foto. Il gruppo scopre inoltre che fra una settimana avrebbero cambiato il codice, mettendo un riconoscimento vocale: i preparativi per il piano devono essere velocizzati.
La notte del colpo tutto è perfetto, fatta eccezione per un particolare: la moglie di Peppe e la moglie di Bruno, credendo che i loro mariti le tradiscono, si imbucano nel camion. Nonostante ciò il gruppo si introduce nelle fogne e riesce a sbucare nel caveau. Ogni membro del gruppo inizia ad agguantare quanti più soldi può, riempiendo degli enormi sacchi neri. Gli aspiranti ladri però vengono scoperti e devono scappare il più velocemente possibile, anche perché le fogne si stanno allagando. Per non lasciare tracce, decidono di mettere i sacchi pieni di valori in un cassonetto e di ritirarli il giorno dopo. La stanchezza ha la meglio sul gruppo, che si risveglia troppo tardi: la nettezza urbana ha ritirato la spazzatura, triturando l'intero malloppo. A Peppe e agli altri non resta che tornare alla vita di sempre, la quale scorre uguale, tranne per un piccolo particolare: il clochard ha raccolto uno dei sacchi ed è diventato milionario!